# Luzaridella
Luzaridella is een geslacht van rechtvleugeligen uit de familie krekels (Gryllidae). De wetenschappelijke naam van dit geslacht is voor het eerst geldig gepubliceerd in 1992 door Desutter-Grandcolas.

## Soorten
Het geslacht Luzaridella omvat de volgende soorten:
- Luzaridella annulata Desutter-Grandcolas, 1992
- Luzaridella clara Desutter-Grandcolas, 1992
- Luzaridella obscura Desutter-Grandcolas, 1992
- Luzaridella susurra Martins & da Silva, 2013